# Monika The
Monika The (geboren 5. September 1940 in Berlin; gestorben 19. Januar 2020 in Amsterdam; auch Monika Thé) war eine deutsche literarische Übersetzerin, die seit den 1970er Jahren Belletristik, Theaterstücke und Sachbücher aus dem Niederländischen ins Deutsche übersetzte.

## Übersetzungen
- Joop Admiraal: Du bist meine Mutter. Amsterdam 1983
- Paul Binnerts: Black box. Frankfurt am Main 2000
- Don Dekker: Der Rebbe. München 1975 (übersetzt zusammen mit Thomas Woitkewitsch)
- Inez van Dullemen: Schreib mich in den Sand. Amsterdam 1993
- Cas Enklaar: Joan - Crawfish oder Crawford? Bremen 1989
- Theo Fransz: Ein Hauch. Tübingen 1994
- Judith Herzberg: Ein guter Kopf. Berlin 1992
- Judith Herzberg: Mark. Berlin-Dahlem 1988
- Judith Herzberg: Tohuwabohu. Berlin 1988
- Ulrich Hub, Finegan Kruckmeyer, Suzanne Lebeau, Pauline Mol, Moniek Merkx, Kristo Šagor: Fünf Theaterstücke über Geschwister. Hg. Thomas Maagh. Verlag der Autoren, 2016 (Mitübersetzerin)
- Das Hexenspiel. Köln 1978
- Hip. Museum für Gegenwartskunst, Zürich [1998] (übersetzt zusammen mit Ira Wilhelm)
- Holland. Arnhem 1987
- Josee Hussaarts: Ikarus! Frankfurt 1991
- Fred Leeman: Anamorphosen. Köln 1975
- Pauline Mol: Bison und Söhne. 1998
- Pauline Mol: Erzähl Medea erzähl. Frankfurt 1995
- Pauline Mol: Geheimnisse im Drachenwald. Frankfurt 1998
- Pauline Mol: Iphigenie Königskind. Frankfurt 1991
- Pauline Mol: Das letzte Kind. Frankfurt 1994
- Willem Jan Otten: Ein Schnee. Amsterdam 1993
- Guus Ponsioen: Perô oder Die Geheimnisse der Nacht. Frankfurt 1996
- Wanda Reisel: An den Hängen des Vesuv. Amsterdam 1993
- Gerardjan Rijnders: Cocktail. Frankfurt 1995
- Gerardjan Rijnders: Count your blessings. Frankfurt 1994
- Gerardjan Rijnders: Liebhaber. Frankfurt 1995
- Gerardjan Rijnders: Moffenblues. Frankfurt 1996
- Gerardjan Rijnders: Schnickschnack. Frankfurt 1995
- Gerardjan Rijnders: Schön. Frankfurt 1996
- Frans Strijards: Gespräche über G. Amsterdam 1988
- Frans Strijards: Hitchcock am Scheideweg. Amsterdam 1992
- Frans Strijards: Spuren. 2 Bde. Amsterdam 1993
- Evert van Uitert: Vincent van Gogh. Köln 1977
- Herman van Veen: Unter einem Dach. Reinbek 1982
- Heleen Verburg: Körper. Frankfurt 1993
- Edwin de Vries: Das Monster der Liebe. Reinbek 1986
- Oscar van Woensel: Den Bach runter. Amsterdam 2001
- Oscar van Woensel: Blaat. Reinbek 2003
- Oscar van Woensel: Vesuvio. Reinbek 2003

## Nachweise
1. ↑  Nachruf des VdÜ, mit Foto

| Personendaten    | Personendaten         |
| ---------------- | --------------------- |
| NAME             | The, Monika           |
| ALTERNATIVNAMEN  | Thé, Monika           |
| KURZBESCHREIBUNG | deutsche Übersetzerin |
| GEBURTSDATUM     | 5. September 1940     |
| GEBURTSORT       | Berlin                |
| STERBEDATUM      | 19. Januar 2020       |
| STERBEORT        | Amsterdam             |